# Anastoechus anomalus
Anastoechus anomalus är en tvåvingeart som beskrevs av Paramonov 1940. Anastoechus anomalus ingår i släktet Anastoechus och familjen svävflugor. Inga underarter finns listade i Catalogue of Life.